# Andrea Palini
Andrea Palini (Gardone Val Trompia, 16 juni 1989) is een Italiaans wielrenner die anno 2017 rijdt voor Androni-Sidermec-Bottecchia. In 2007 werd hij Italiaans kampioen bij de junioren.

## Overwinningen
2007
 Italiaans kampioen op de weg, Junioren
2009
Trofeo Città di Brescia
2012
1e etappe Internationale Wielerweek
2013
2e etappe Ronde van Gabon
2014
5e etappe Ronde van Hainan
2015
2e en 4e etappe Ronde van Egypte
4e etappe La Tropicale Amissa Bongo
1e en 2e etappe Ronde van Hainan
4e etappe Ronde van Sharjah
Puntenklassement Ronde van Sharjah
2e (ploegentijdrit) en 4e etappe Jelajah Malaysia
Puntenklassement Jelajah Malaysia
2016
1e en 2e etappe La Tropicale Amissa Bongo
Puntenklassement La Tropicale Amissa Bongo
2e etappe Ronde van Langkawi
1e etappe Ronde van Sharjah (ploegentijdrit)

## Resultaten in voornaamste wedstrijden
| Jaar | Milaan-San Remo | Gent-Wevelgem | Ronde van Vlaanderen | Parijs-Roubaix |
| ---- | --------------- | ------------- | -------------------- | -------------- |
| 2013 |                 | opgave        | opgave               | 89e            |
| 2014 |                 | 119e          | opgave               | 80e            |
| 2015 |                 |               |                      |                |
| 2016 |                 |               |                      |                |
| 2017 | 158e            |               |                      |                |

## Ploegen
- 2012 –  Team Idea
- 2013 –  Lampre-Merida
- 2014 –  Lampre-Merida
- 2015 –  Skydive Dubai Pro Cycling Team-Al Ahli Club [a]
- 2016 –  Skydive Dubai Pro Cycling Team-Al Ahli Club
- 2017 –  Androni-Sidermec-Bottecchia

1. ↑  Tot mei heette de ploeg Skydive Dubai Pro Cycling Team, daarna werd de naam veranderd.